# Strażnica WOP Sobolice

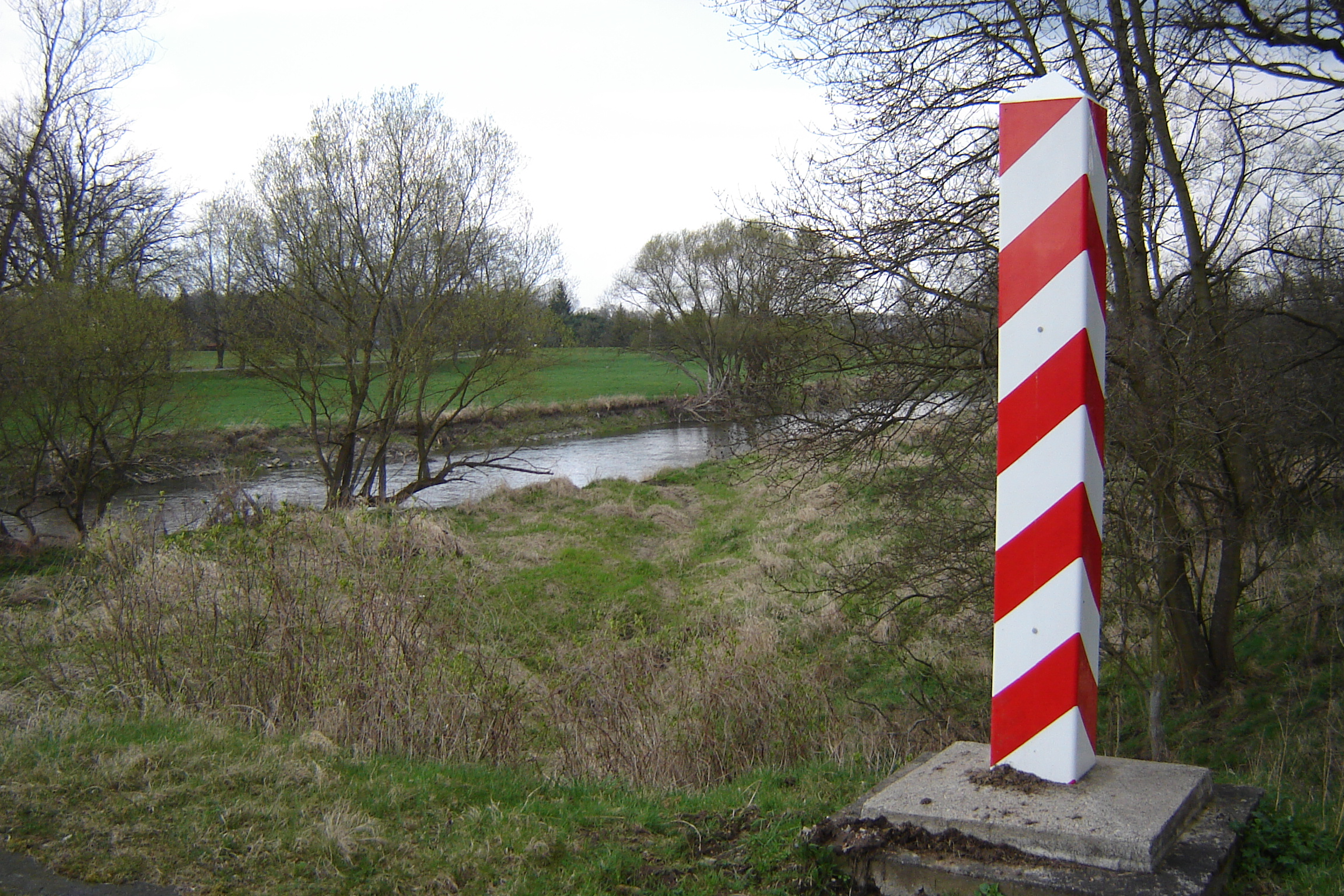
Fragment granicy polsko-niemieckiej na Nysie Łużyckiej (kwiecień 2012)

Strażnica Wojsk Ochrony Pogranicza Sobolice – nieistniejący obecnie podstawowy pododdział graniczny Wojsk Ochrony Pogranicza pełniący służbę graniczną na granicy z Niemiecką Republiką Demokratyczną i Republiką Federalną Niemiec.

Strażnica Straży Granicznej w Sobolicach – nieistniejąca obecnie graniczna jednostka organizacyjna polskiej straży granicznej realizująca zadania bezpośrednio w ochronie granicy państwowej z Republiką Federalną Niemiec.

## Formowanie i zmiany organizacyjne
Strażnica została sformowana w 1945 w strukturze 4 komendy odcinka Zgorzelec jako 20 strażnica WOP (Zoblitz). Kierownictwo strażnicy stanowili: komendant strażnicy, zastępca komendanta do spraw polityczno-wychowawczych i zastępca do spraw zwiadu. Strażnica składała się z dwóch drużyn strzeleckich, drużyny fizylierów, drużyny łączności i gospodarczej. Etat przewidywał także instruktora do tresury psów służbowych oraz instruktora sanitarnego. W 1947 została przeformowania na strażnicę II kategorii – 43 wojskowych.
W związku z reorganizacją oddziałów WOP, 24 kwietnia 1948 20 strażnica OP Sobolice podporządkowana została dowódcy 18 batalionu OP, a 1 stycznia 1951 84 batalionu WOP.
Od 15 marca 1954 wprowadzono nową numerację strażnic, a strażnica WOP Sobolice I kategorii otrzymała nr 27 w skali kraju. 
W 1956 rozpoczęto numerowanie strażnic na poziomie brygady. Strażnica I kategorii Sobolice była 27. w 8 Brygadzie Wojsk Ochrony Pogranicza. 
W 1960, po kolejnej zmianie numeracji, strażnica posiadała numer 1 i zakwalifikowana była do kategorii II w 8 Łużyckiej Brygadzie WOP .
W 1963 strażnica WOP Sobolice została przekazana 9 Lubuskiej Brygadzie WOP i była w strukturach 91 batalionu WOP. W 1964 strażnica WOP nr 21 Sobolice uzyskała status strażnicy lądowej i zaliczona została do II kategorii. W 1968 Strażnica WOP Sobolice lądowa typ. I nr 19 była w strukturach 91 batalionu WOP w Tuplicach.
W 1976 Wojska Ochrony Pogranicza przeszły na dwuszczeblowy system zarządzania. Strażnicę podporządkowano bezpośrednio pod sztab brygady. W 1984 była strażnicą lądową kategorii II.
Straż Graniczna:
Po rozwiązaniu Wojsk Ochrony Pogranicza, 16 maja 1991 strażnica w Sobolicach weszła w podporządkowanie Lubuskiego Oddziału Straży Granicznej i przyjęła nazwę Strażnica Straży Granicznej w Sobolicach (Strażnica SG w Sobolicach).
Strażnica SG w Sobolicach funkcjonowała do 2005. Obecnie obiekt jest własnością prywatną.

## Ochrona granicy
W 2003 strażnica ochraniała odcinek granicy państwowej o długości 14945 m:
- Włącznie od znaku granicznego nr 185, wyłącznie do znaku gran. nr 228[14].

## Strażnice sąsiednie
- 19 strażnica WOP Penzig ⇔ 21 strażnica WOP Przewóz – 1946
- 19 strażnica OP Bielawa Dolna ⇔ 21 strażnica OP Przewóz – 04.09.1949
- 20a strażnica OP Toporów ⇔ 20a strażnica OP Przewóz – 05.09 1949
- 25 strażnica WOP Toporów I kat. ⇔ 1 strażnica WOP Przewóz – 1957
- 3 strażnica WOP Toporów II kat. ⇔ 21 strażnica WOP Przewóz I kat. – 01.01.1960
- 2 strażnica WOP Toporów lądowa II kat. ⇔ 18 strażnica WOP Przewóz lądowa I kat. – 01.01.1964
- Strażnica WOP Toporów ⇔ 18 strażnica WOP Przewóz lądowa typ. I – 1968

Straż Graniczna:
- Strażnica SG w Bielwie Dolnej ⇔ Strażnica SG w Przewozie – 16.05.1991.

## Komendanci/dowódcy strażnicy
- por. Kazimierz Dobosz (do 1947)
- Mieczysław Kręglicki (01.01.1949–01.01.1950)[15]
- ppor. Stanisław Kowalczyk (od 1952)
- por. Henryk Kaczmarek (1953–1956)
- por. Edward Moraś (1956–1959)
- por. Wojciech Sobiś (1959–1963)
- por. Henryk Szczerbuk (od 1963)
- kpt. Wacław Fagas (był w 1968)
- kpt. Ryszard Chudy (21.01.1969–był w 1971)
- ppor. Piotr Zbierajewski (05.10.1972–30.04.1974)
- chor. sztab. Jerzy Graczyk p.o. (30.04.1974–03.1991).

Poniżej wykaz dowódców strażnicy podano za Józef Ostrowski: Lubuska Brygada Wojsk Ochrony Pogranicza 1945–1989. Ludzie – wydarzenia. s. 18.
- kpt. Henryk Szczerbuk
- kpt. Ryszard Chudy
- chor. Jerzy Graczyk.